# Svatojiřské rameno

Diachronická mapa dunajské delty

Svatojiřské rameno (rumunsky brațul Sfântu Gheorghe) je nejjižnější ze tří hlavních ramen, kterými Dunaj ve své deltě vtéká do Černého moře. Leží celé na území Rumunska a je dlouhé přibližně 112 kilometrů. Od prostředního Sulinského ramene se odděluje pod Tulceou (největší Kilijské rameno se od nich odděluje ještě nad Tulceou). Jediným městem u ramene je Sfântu Gheorghe, které leží u jeho ústí.
Svatojiřským ramenem protéká jen zhruba 21 % dunajské vody, rameno silně meandruje a jeho význam pro vodní dopravu je omezený, protože je nepoužitelné pro větší lodě.